# Гурцелен
Гурцелен (нім. Gurzelen) — громада  в Швейцарії в кантоні Берн, адміністративний округ Тун.

## Географія
Громада розташована на відстані близько 20 км на південь від Берна.
Гурцелен має площу 4,5 км², з яких на 6,7% дозволяється будівництво (житлове та будівництво доріг), 80,8% використовуються в сільськогосподарських цілях, 12,5% зайнято лісами, 0% не є продуктивними (річки, льодовики або гори).

## Демографія
2019 року в громаді мешкало 859 осіб (+5,8% порівняно з 2010 роком), іноземців було 2,7%. Густота населення становила 190 осіб/км².
За віковим діапазоном населення розподілялося таким чином: 24,1% — особи молодші 20 років, 61,4% — особи у віці 20—64 років, 14,6% — особи у віці 65 років та старші. Було 349 помешкань (у середньому 2,4 особи в помешканні).
Із загальної кількості 169 працюючих 79 було зайнятих в первинному секторі, 30 — в обробній промисловості, 60 — в галузі послуг.